# The Laws of Thought
The Laws of Thought, abbreviazione del titolo An Investigation of the Laws of Thought on Which are Founded the Mathematical Theories of Logic and Probabilities, è un'opera di George Boole pubblicata nel 1854, la seconda delle sue monografie dedicate alla logica algebrica. Boole fu professore di matematica nell'allora di Cork (odierna University College Cork), in Irlanda.

## Contenuto
Lo storico della logica John Corcoran ha scritto un'introduzione accessibile a The Laws of Thought, operando un confronto punto per punto con gli Analitici primi di Aristotele. Secondo Corcoran, Boole accettò e avallò pienamente la logica di Aristotele. Gli obiettivi di Boole erano "andare sotto, sopra e oltre" la logica di Aristotele al fine di:
1. Gettare basi matematiche facenti uso di equazioni,
2. Estendere la classe di problemi descritti da essa dalla valutazione della validità di proposizioni alla risoluzione di equazioni,
3. Ampliare la gamma di applicazioni gestibili, ad esempio dalle proposizioni con solo due termini a quelle che ne hanno un numero arbitrario.

Boole era d'accordo con le affermazioni di Aristotele, ma non con ciò che egli omise di dire. In primo luogo, Boole ridusse le quattro forme proposizionali della logica di Aristotele ad altrettante equazioni, un'idea rivoluzionaria di per sé. In secondo luogo, nell'ambito dei problemi logici, Boole aggiunse la risoluzione di equazioni alla logica, fato che implicava che le regole di inferenza di Aristotele (i cosiddetti "sillogismi perfetti") dovevano essere integrate da regole per la risoluzione di equazioni.
In terzo luogo, per quanto concerne le applicazioni, il sistema di Boole poteva gestire proposizioni e argomenti con più termini, mentre Aristotele poteva gestire solo proposizioni e argomenti di tipo soggetto-predicato (quindi, a due termini). Ad esempio, Aristotele non avrebbe potuto dedurre la proposizione "Nessun quadrangolo che sia quadrato è un rettangolo che sia un rombo" dalla proposizione "Nessun quadrato che sia un quadrangolo è un rombo che sia un rettangolo" o da "Nessun rombo che sia un rettangolo è un quadrato che sia un quadrangolo".
L'opera di Boole fu il fondamento della disciplina nota come logica algebrica. Spesso ed erroneamente è accreditato come la fonte dell'algebra booleana. In realtà, l'algebra di Boole differisce dalla moderna algebra booleana: nell'algebra di Boole A+B non può essere interpretata mediante un'unione di insiemi, a motivo dell'ammissibilità di termini non interpretabili nel calcolo di Boole. Pertanto, le algebre descritte da Boole non possono essere interpretate mediante insiemi sotto le operazioni di unione, intersezione e complemento, come nel caso della moderna algebra booleana. Il compito di sviluppare la versione moderna dell'algebra booleana ricadde sui successori di Boole nella tradizione della logica algebrica (Jevons 1869, Peirce 1880, Jevons 1890, Schröder 1890, Huntington 1904).
Il libro fornisce la prima definizione di universo del discorso.

## Termini non interpretabili
Nella trattazione di Boole, i termini sono espressi mediante equazione, senza che ad essi venga assegnata un'interpretazione sistematica. In alcuni punti, Boole parla di termini interpretati da insiemi, ma ammette anche l'esistenza di termini che non possono sempre essere interpretati in questo modo, come il termine 2AB. Tali termini egli classifica termini non interpretabili, sebbene altrove abbia fornito alcuni esempi di tali termini interpretati da numeri interi.
Stanley Burris descrisse la "regola degli 0 e degli 1", che giustifica l'affermazione che i termini non interpretabili non possono essere il risultato finale di calcoli di equazioni derivati da formule di partenza significative (Burris 2000). Boole non elaborò alcuna prova di questa regola; la coerenza del suo sistema fu dimostrata da Theodore Hailperin, che propose un'interpretazione basata su una costruzione abbastanza semplice di anelli di interi (Hailperin 1976).

## Edizioni
- Boole (1854). An Investigation of the Laws of Thought. Walton & Maberly.

- Boole, George (1958[1854]). An Investigation of the Laws of Thought on Which are Founded the Mathematical Theories of Logic and Probabilities. Macmillan Publishers. Ristampata con correzioni, Dover Publications, New York, NY (reissued by Cambridge University Press, 2009, ISBN 978-1-108-00153-3).